# Ministerstwo Górnictwa i Energetyki (1957–1976)
Ministerstwo Górnictwa i Energetyki (1957-1976) – polskie ministerstwo istniejące w latach 1957–1976, powołane w celu określania kierunków rozwoju przemysłów kopalnych i energetycznych. Minister był członkiem Rady Ministrów.
Ministerstwo miało siedzibę przy ulicy Kruczej 36 w Warszawie.

## Powołanie urzędu
Na podstawie ustawy z 1957 r. o zmianach w organizacji i zakresie działania naczelnych organów administracji państwowej w niektórych gałęziach przemysłu, budownictwa i komunikacji ustanowiono nowy urząd w miejsce zniesionego urzędu Ministra Górnictwa Węglowego i urzędu Ministra Energetyki. Zniesiono Centralny Urząd Naftowy, którego zadania przeszły do właściwości Ministra Górnictwa i Energetyki.  

## Ministrowie
- Franciszek Waniołka (1957–1959)
- Jan Mitręga (1959–1974)
- Jan Kulpiński (1974–1976)

## Zakres działania urzędu
Do zakresu działania urzędu należały sprawy;
- przemysłu węglowego, w szczególności eksploatacji złóż oraz przeróbki i uszlachetniania węgla,
- przemysłu naftowego, a w szczególności eksploatacji złóż ropy naftowej i gazu ziemnego oraz przeróbki i uszlachetniania tych kopalin,
- przemysłu torfowego i gospodarki torfowej,
- przemysłu energetycznego,
- polityki i nadzoru w dziedzinie użytkowania paliw i energii,
- prac geologicznych w zakresie określonym szczególnymi przepisami,
- produkcji maszyn, urządzeń i sprzętu górniczego i wiertniczego oraz materiałów podsadzkowych i innych potrzebnych do eksploatacji złóż węgla,
- inwestycji i budownictwa górniczego i energetycznego,
- rozdzielnictwa surowców, półfabrykatów i wyrobów gotowych przemysłu naftowego i gazów ziemnych,
- dozoru technicznego nad kotłami i innymi zbiornikami pod ciśnieniem,
- dźwigami i urządzeniami technicznymi.

Urząd sprawował nadzór nad Centralnym Urzędem Geologii.

## Zniesienie urzędu
Na podstawie ustawy z 1976 r. o utworzeniu urzędu Ministerstwa Górnictwa zniesiono urząd ministra Górnictwa i Energetyki. Sprawy należące dotychczas do zakresu działania Ministra Górnictwa i Energetyki przeszły do Ministerstwa Górnictwa oraz do Ministerstwa Energetyki i Energii Atomowej.